# Now or Never (minialbum)
Now or Never – debiutancki, niezależny minialbum południowokoreańskiego zespołu CNBLUE, wydany 19 sierpnia 2009 roku w Japonii przez wytwórnię AI Entertainment. Wszystkie piosenki są w języku angielskim. Koreańska wersja piosenki „Love Revolution” znalazła się na pierwszym koreańskim minialbumie Bluetory. Osiągnął 95 pozycję w rankingu Oricon i pozostał na liście przez 4 tygodnie.

## Lista utworów
| Nr | Tytuł                   | Czas |
| -- | ----------------------- | ---- |
| 1. | "Now or Never"          | 3:41 |
| 2. | "Let’s Go Crazy"        | 3:59 |
| 3. | "Love Revolution"       | 3:18 |
| 4. | "Just Please"           | 3:19 |
| 5. | "Teardrops in the Rain" | 4:44 |